# Герман Екгардт
Герман Екгардт (нім. Hermann Eckhardt; 15 червня 1916, Аахен — 11 березня 1943, Атлантичний океан) — німецький офіцер-підводник, капітан-лейтенант крігсмаріне.

## Біографія
3 квітня 1936 року вступив на флот. З жовтня 1939 по березень 1940 року пройшов курс підводника. З березня 1940 року — ад'ютант навчальної флотилії підводних човнів у Мемелі. З жовтня 1940 року — 2-й вахтовий офіцер на підводному човні U-94. З квітня 1941 року — вахтовий офіцер на U-28. З 22 червня 1941 по 20 березня 1942 року — командир U-28. З березня 1942 року служив при навчальному командуванні ВМС в Румунії. З 16 січня 1943 року — командир U-432. 14 лютого вийшов у свій перший і останній похід. 11 березня потопив британський есмінець «Гарвестер» водотоннажністю 1340 тонн; 183 з 243 членів екіпажу загинули. Того ж дня U-432 був потоплений в Північній Атлантиці глибинними бомбами і вогнем французького корвета «Аконіт». 20 членів екіпажу були врятовані, 26 (включаючи Екгардта) загинули.

## Звання
- Кандидат в офіцери (3 квітня 1936)
- Морський кадет (10 вересня 1936)
- Фенріх-цур-зее (1 травня 1937)
- Оберфенріх-цур-зее (1 липня 1938)
- Лейтенант-цур-зее (1 жовтня 1938)
- Оберлейтенант-цур-зее (1 жовтня 1940)
- Капітан-лейтенант (1 березня 1943)

## Нагороди
- Нагрудний знак підводника (20 лютого 1941)
- Залізний хрест 2-го класу (1941)